# صفحه (کالبدشناسی)

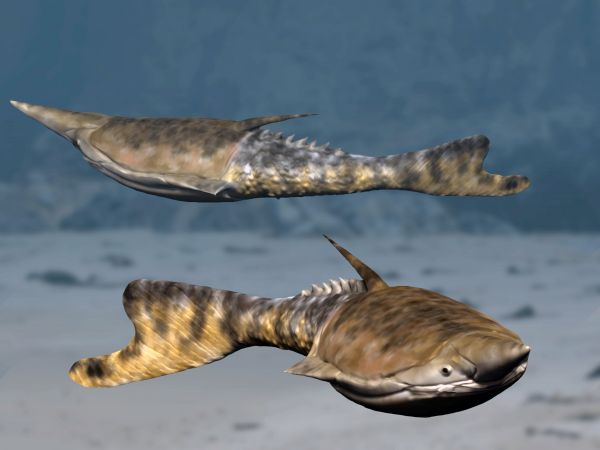
Pteraspidomorphs (Pteraspis نشان داده شده است) ماهیان پیشاتاریخ بدون آرواره هستند که با زره پوستی بزرگ آنها دارای صفحه‌ها یا سپرهای بزرگ، میانی، شکمی و پشتی هستند.

یک صفحه در کالبدشناسی جانوری ممکن است به چندین مورد اشاره داشته باشد:

## استخوان‌های تخت (مانند: صفحه‌های استخوانی، صفحه‌های پوستی) مهره‌داران
- زائده‌ای از گروه دایناسورهای پوشیده‌خزنده‌سانان (Stegosauria)
- صفحه‌های زرهی مفصلی که سر قفسه سینه (Placodermi) را می‌پوشانند (به معنای واقعی کلمه "پوست صفحه‌ای")، یک ردهٔ منقرض‌شده از ماهیان پیشاتاریخ (شامل صفحه‌های جمجمه، قفسه سینه و دندان).
- سپرهای استخوانی در زره‌پوستان (Ostracoderms) (ماهی‌های بدون آرواره زره‌دار) مانند زره پوستی اعضای ردهٔ بال‌سپرریختان (Pteraspidomorphi) که شامل صفحه‌های پشتی، شکمی، منقاری و صنوبری است.
- صفحه‌های لاکی، مانند صفحه‌های پوستی در لاک لاک‌پشت
- صفحه‌های پوستی که بخشی یا به‌طور کامل بدن ماهی را در راسته خارماهی‌سانان (Gasterosteiformes) می‌پوشانند.
- صفحه‌های استخوان‌های پوستی در آرمادیلو
- صفحه زیگوماتیک، یک صفحه استخوانی مشتق‌شده از قسمت جلویی صاف کمان زیگوماتیک (استخوان گونه) در آناتومی جوندگان.

## دیگر ساختارهای تخت
- پولک‌های کراتین صفحه‌ای مودار پانگولین
- صفحه بنیادین (ابهام‌زدایی)، چندین معنی مرتبط با کالبدشناسی

## معنی‌های دیگر درکالبدشناسی انسان
- صفحه آلار، یک ساختار عصبی در سیستم عصبی جنینی.
- صفحه کریبریفرم استخوان اتموئید (لامینای افقی) وارد بریدگی اتموئیدی استخوان پیشانی و سقف در حفره‌های بینی شده است.
- صفحه اپی‌فیزی، یک صفحه غضروفی هیالین در متافیز در هر انتهای یک استخوان بلند.
- صفحه بالی جانبی اسفنوئید، استخوانی پهن، نازک و برآمده که قسمت جانبی فرآیندی شبیه نعل اسب را تشکیل می‌دهد که از قسمت تحتانی استخوان اسفنوئید امتداد می‌یابد.
- صفحه ناخن، بخش سخت و شفاف ناخن است.
- صفحه عمود بر استخوان اتموئید (صفحه عمودی)، یک لایه نازک، مسطح، به شکل چند ضلعی، که از سطح زیرین صفحه کریبریفرم پایین می‌آید و به تشکیل سپتوم بینی کمک می‌کند.

## ساختارهای مرتبط
- پوسته، صفحه یا پولک بیرونی استخوانی که با شاخ پوشانده شده است، مانند روی پوسته لاک‌پشت، پوست کروکودیل‌ها و پای پرندگان.
- سختینه، صفحه‌ای که اسکلت بیرونی بی‌مهرگان را تشکیل می‌دهد.